# Lexingtonia subplana
Lexingtonia subplana är en musselart som först beskrevs av Conrad 1837.  Lexingtonia subplana ingår i släktet Lexingtonia och familjen målarmusslor. IUCN kategoriserar arten globalt som akut hotad. Inga underarter finns listade i Catalogue of Life.